# Jodoigne
Jodoigne (en való Djodogne, neerlandès Geldenaken) és un municipi belga del Brabant Való a la regió valona. Comprèn les viles de Piétrain, Saint-Jean-Geest, Saint-Remy-Geest, Zetrud-Lumay, Dongelberg, Mélin, Lathuy, Jodoigne-Souveraine i Jauchelette.

## Agermanaments
- Damme
- Saint-Pierre-sur-Dives